# Ниннин (певица)
Нин Ичжо (кит. 宁艺卓, кор. 닝이줘 — Нин Иджво; род. 23 октября 2002 года), более известная под псевдонимом Ниннин (кор. 닝닝) — китайская певица. Является участницей южнокорейской гёрл-группы Aespa.

## Жизнь и карьера

### Ранняя жизнь и начало карьеры
Нин Ичжо родилась в Харбине, провинция Хэйлунцзян, Китай. В детстве участвовала во множестве шоу талантов в родной стране и демонстрировала свои вокальные данные. Владеет необычно сильным голосом и благодаря этому она попала в SM Entertaiment, кастинг-менеджеру агентства понравились выступления Нин, и он пригласил её на прослушивание, но как, смеясь, призналась девушка на SBS PowerFM, сперва она подумала, что это аферист.
Прилетела в Корею в 2016 году, но корейский язык всё ещё даётся сложно.

### 2020—настоящее время: Дебют в Aespa
19 сентября 2016 года была представлена новой участницей группы трейни SM Entertaiment, SM Rookies. Стажировалась 4 года.
29 октября 2020 года Ниннин представилась 3-й участницей новой женской группы SM Entertaiment, Aespa. Дебют группы состоялся 17 ноября того же года с синглом «Black Mamba».

### 2024: Сотрудничество с Versace
В 2024 году было объявлено, что НинНин присоединится к бренду Versace в качестве глобального амбассадора. 

## Фильмография

### Развлекательные шоу
| Год  | Телеканал | Шоу               | Примечание |
| ---- | --------- | ----------------- | ---------- |
| 2015 | HunanTV   | Let’s Sing Kids 3 | Участница  |
| 2016 | YouTube   | MY SMIT           | Участница  |